# سیارک ۱۲۴۰۰
سیارک ۱۲۴۰۰ (به انگلیسی: 12400 Katumaru، نامگذاری:1995OA1) دوازده هزار و چهارصدمین سیارک کشف شده‌است که در ۲۸ ژوئیه ۱۹۹۵ کشف شد.
قدر مطلق سیارک برابر ۱۸.۶ است.